# Contea di Dallas (Alabama)
La contea di Dallas, in inglese Dallas County, è una contea dello Stato dell'Alabama, negli Stati Uniti. La popolazione al censimento del 2000 era di 46 365 abitanti. Il capoluogo di contea è Selma.

## Geografia
La contea si trova nella parte centro-occidentale dell'Alabama. Lo United States Census Bureau certifica che l'estensione della contea è di 2 573 km², di cui 2 540 km² composti da terra e i rimanenti 33 km² composti di acqua.
L'are nord-occidentale della contea rientra nella Foresta nazionale di Talladega. La contea è divisa da nord a sud dal fiume Alabama.

### Laghi, fiumi e parchi
La contea comprende i seguenti laghi, fiumi e parchi:
| Laghi | Fiumi | Parchi | Parchi |
| --- | --- | --- | ------ |
| - Pardue Lake - Hawthorne Lake - Lanier Lake - Sherman Pond - US Steel Lake - Pardue Lake - Cypress Pond - C A Caines Lake | - Snake Creek - Soapstone Creek - Sorrell Branch - Freetown Creek - Childers Creek - Moore Branch - Possum Creek - Mitchell Creek - Chaney Creek | - Paul M Grist State Park - Elm Bluff Public Use Area - Cahaba River Public Use Area - Kings Landing Public Use Area - Carlowville Historic District - Selma State Park - Portland Public Use Area - Little Miami Public Use Area - Bogue Chitto Public Use Area |        |

### Contee confinanti
- Contea di Chilton - nord
- Contea di Autauga - nord-est
- Contea di Lowndes - sud-est
- Contea di Wilcox - sud
- Contea di Marengo - ovest
- Contea di Perry - nord-ovest

## Storia
La Contea di Dallas venne costituita il 9 febbraio 1818, e fu creata da una parte della contea di Montgomery. Il nome le è stato dato in onore del segretario del tesoro statunitense Alexander James Dallas. Si trova nella regione del Black Belt, ed è attraversata dal fiume Alabama. In origine il capoluogo era Cahaba, città che fece anche da capitale di stato per un breve periodo. Nel 1865 il capoluogo divenne Selma.

## Principali strade ed autostrade
- U.S. Highway 80
- State Route 5
- State Route 14
- State Route 22
- State Route 41
- State Route 89

## Società

### Evoluzione demografica
Abitanti censiti (migliaia)

## Comuni[8]
| città                | status | abitanti | anno |
| -------------------- | ------ | -------- | ---- |
| Selma (capoluogo)    | city   | 17965    | 2020 |
| Valley Grande        | city   | 4194     | 2020 |
| Orrville             | town   | 153      | 2020 |
| Selmont-West Selmont | CDP    | 2158     | 2020 |